# Turtaba
Turtaba – wieś w Rumunii, w okręgu Mehedinți, w gminie Isverna. W 2011 roku liczyła 184 mieszkańców.